# 壁の穴
株式会社壁の穴（かべのあな）は、たらこスパゲッティ発祥の東京都渋谷区にある和風スパゲッティ専門店の老舗「壁の穴」、丸亀市中府町に讃岐で初めてのセルフ式うどん店を開業し、全国に讃岐うどんを広めた「饂飩の四国」を経営する会社である。2018年に株式会社ジー・テイスト（現・焼肉坂井ホールディングス）の子会社となっている。

## 概要
もともとは、創業者の成松孝安が東京都中央区田村町に6坪のスパゲティ専門店「Hole in the Wall」を1953年（昭和28年）に開店させたのが前身。成松は英語が堪能で、戦後の占領期には当時のアメリカ中央情報局（CIA）東京支局長だったと言われるポール・ブルームの執事を務めていたことがあり、同店の店名もシェイクスピアの『真夏の夜の夢』にちなんでブルームが命名したという。
同店の閉店から5年後の1963年（昭和38年）、渋谷区宇田川町に7坪、カウンター席15席で「壁の穴」を開店。「たらこスパゲティ」や「納豆スパゲティ」「うにスパゲティ」など、常連客のリクエストから生まれたメニューも多く、同店を「和風スバゲティの元祖」と評する評論家もいる。1984年（昭和59年）、『株式会社うどん専門店です四國』と合併。そして、1994年（平成6年）には、本格的なイタリア料理店『ブコ・ディ・ムーロ』を東京・恵比寿ガーデンプレイスに開店している。
なお、かつて新宿駅地下の京王モール等に出店していた「元祖壁の穴」（1976年開店、2020年9月閉店）は、ルーツこそ同じだが別法人の経営であり、資本的にはつながりはない（2010年に三光マーケティングフーズ傘下に入っていた）。成松は1970年代に「壁の穴」を全国的にフランチャイズ展開しており、「元祖壁の穴」も同時期にフランチャイジーとして契約を結んだ店舗の一つであった。

## 運営業態
- 壁の穴（和風パスタ専門店）
- Bacio di Giulietta（ピッツェリア）
- Buco di Muro（イタリア料理）
- 饂飩の四国（手打ちうどん・居酒屋）

## 沿革
- 1953年（昭和28年） - 成松孝安が東京・田村町にスパゲティの専門店「壁の穴」を開店
- 1968年（昭和43年）12月 - 株式会社うどんの専門店です四國　設立
- 1976年（昭和51年）3月 - 株式会社大阪壁の穴設立
- 1980年（昭和55年）10月 - 大阪・梅田ナビオ阪急に「壁の穴」開店
- 1981年（昭和56年）3月
  - 株式会社大阪壁の穴を株式会社壁の穴に商号変更
  - 東京・渋谷、原宿店を買収
- 1983年（昭和58年）5月 - 東京・自由が丘メルサに「壁の穴」開店（2016年4月「Pasta ＆ 壁の穴」に店名変更）
- 1984年（昭和59年）9月 - 株式会社うどんの専門店です四國と株式会社壁の穴 合併新商号 株式会社壁の穴となる
- 1986年（昭和61年）6月 - 神戸・三宮さんプラザに「壁の穴」開店（2017年11月「Puck壁の穴」に店名変更）
- 1987年（昭和62年）
  - 1月 - 東京・大崎ニューシティーにうどんの「めん恋」開店（2003年5月「四國」に店名変更）
  - 10月 - 東京・日比谷シャンテに「壁の穴」開店（2017年12月「Pasta & Pizza壁の穴」に店名変更）
- 1993年（平成5年）7月	東京・渋谷道玄坂に「壁の穴」開店
- 1994年（平成6年）10月 - 東京・恵比寿ガーデンプレイスに「Buco di Muro｣開店（平成28年8月「バーチョ・ディ・ジュリエッタ」に店名変更）
- 1995年（平成7年）12月 - 大阪・茨木ロサヴィアに「壁の穴」開店 神戸・三宮さんプラザに「四國」開店
- 2000年（平成12年）
  - 7月 - 大阪・西梅田安田生命大阪ビルに「四國」開店
  - 11月 - 大阪・京阪ザ・ストア香里園に「四國」開店
- 2001年（平成13年）
  - 4月 - 兵庫・アクタ西宮に「四國」開店
  - 11月 - 東京・東急百貨店東横に「四國」開店
- 2003年（平成15年）
  - 3月 - 札幌・札幌ステラプレイスに「グランディーバ カフェ」開店（2014年9月「グランディーバ・チェターラ」に店名変更）
  - 5月 - 東京・日本テレビタワーに｢グランディーバ カフェ」開店（2016年11月「バーチョ・ディ・ジュリエッタ」に店名変更
- 2005年（平成17年）2月 - 札幌・札幌シャンテに「四國」開店
- 2006年（平成18年）5月 - 千葉・千葉そごうに「壁の穴」開店
- 2008年（平成20年）4月 - 東京・調布パルコに「四國」開店
- 2011年（平成23年）4月 東京・西武池袋本店に｢パスタ & サラダ パック」開店（2017年6月「Pasta & wien壁の穴」に店名変更）
- 2012年（平成24年）7月 - 札幌・札幌ステラプレイスに「四國」開店
- 2014年（平成26年）
  - 4月 - 埼玉・西武所沢店に「キッチンクルミ」開店
  - 9月 - 横浜・そごう横浜店「PASTA & BAR壁の穴」開店
- 2015年（平成27年）
  - 3月 - 大阪・京阪ザ・ストア香里園に「PASTA & BAR壁の穴」開店
  - 4月 - 兵庫・リファーレ横尾に「四國」開店
- 2017年（平成29年）8月 - 埼玉・そごう大宮店に｢ディ・ジュリエッタ」開店
- 2018年（平成30年）
  - 4月 - 神奈川・テラスモール湘南に「Pasta & wien壁の穴」開店
  - 9月 - 株式会社ジー・テイスト（現・焼肉坂井ホールディングス）のグループ傘下となる

## 事業所
東京本部
〒150-0013 東京都渋谷区恵比寿3-28-12 ATYビル401
関西本部
〒530-0047 大阪府大阪市北区西天満5-6-4 SNビル5F